# 安芸津町風早
安芸津町風早（あきつちょうかざはや）とは、広島県東広島市の町名。全域で住居表示未実施である。

## 概要
東に三津、西に小松原と大田に接し、南は瀬戸内海に面する。本土部分の他、龍王島、大芝島、小芝島などの島嶼も町域に含む。
安芸津地区に属しており、旧早田原村の一部に相当する。
古くは「風速」とも書いた。越智氏などの祖となった風早氏が定住していたことに由来する地名である。

## 沿革
- 1889年（明治22年）4月1日 - 町村制施行。賀茂郡大田村、小松原村、風早村が合併し、早田原村が発足する。風早村は「風早」として早田原村の大字となる[2][3]。
- 1943年（昭和18年）1月1日 - 豊田郡木谷村ならびに賀茂郡三津町、早田原村が合併し、賀茂郡安芸津町が発足する。風早は安芸津町の大字となる[2][3]。
- 1956年（昭和31年）4月1日 - 安芸津町の所属郡が賀茂郡から豊田郡に変更される[4]。
- 2005年（平成17年）2月7日 - 安芸津町他4町が東広島市に編入される。風早は安芸津町風早として東広島市の大字となる[5]。

## 交通

### 鉄道

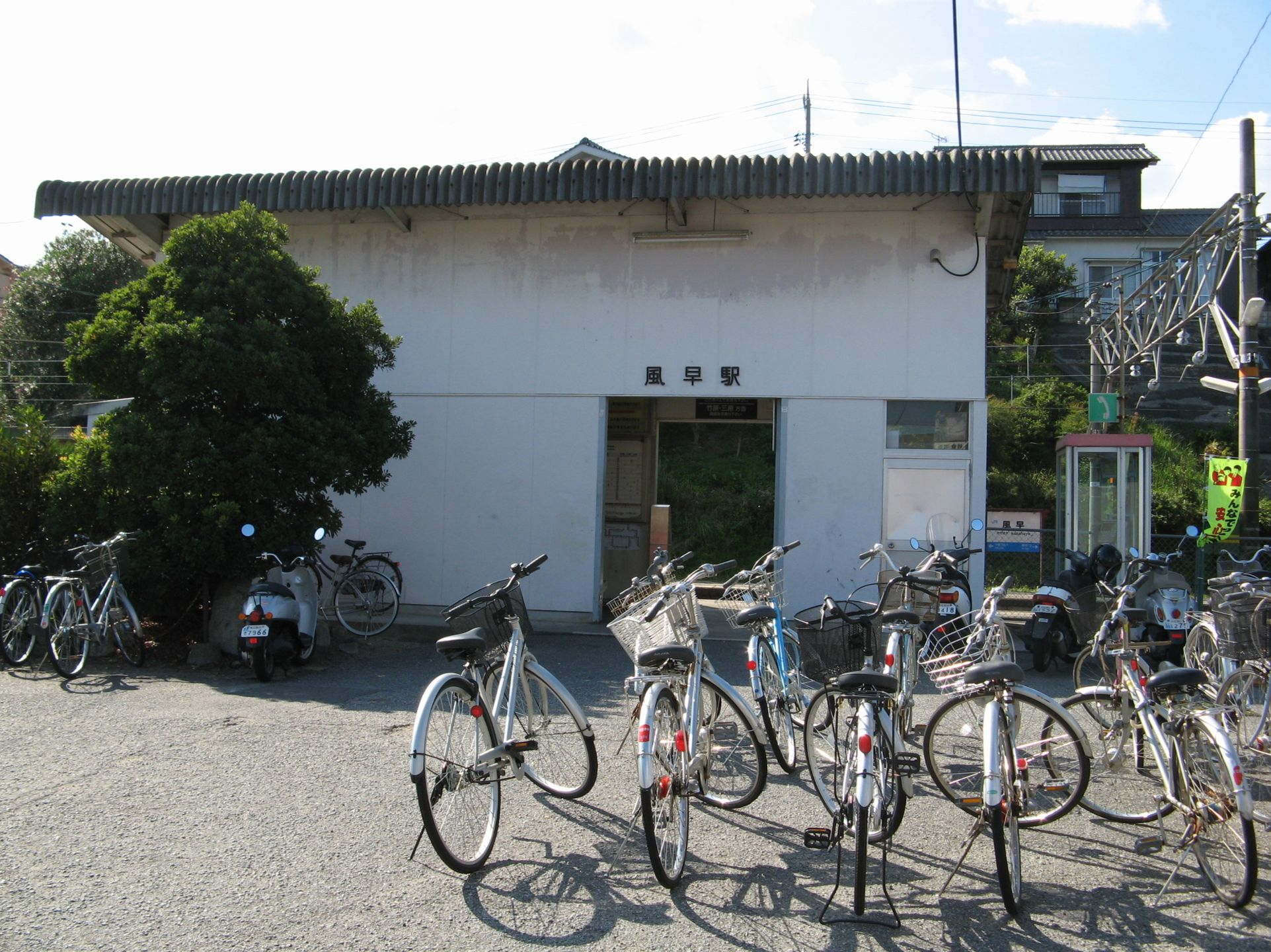
風早駅

- JR呉線 - 風早駅

### バス
東広島市のコミュニティバス「安芸津海風バス」（芸陽バスが運行受託）が運行されている。
- 風早・大田線：安芸津駅 - 風早 - 大田 - 風早 - 安芸津駅
- 小松原・大芝線：安芸津駅 - 小松原 - 大芝島 - 小松原 - 安芸津駅

### 道路

#### 一般国道
- 国道185号

#### 一般地方道
- 広島県道206号風早停車場線 - 全線町内にある。
- 広島県道353号内海三津線

#### その他主要な道路
- 農道小松原大芝線[7] - 大芝大橋

## 施設・名所など
- 東広島市立風早小学校
- 三菱重工業安芸津工場
- 安芸津市民グラウンド
- 保野山 - 京都の五山の送り火のように、山頂付近に「万」の字を灯す「万葉火」が開催される[8]。

## 学区
公立小学校に通学する場合、住んでいる場所に応じて風早小学校か三津小学校のいずれかに進学することになる。いずれの小学校に入学した場合でも、進学先の中学校は安芸津中学校である。

## 世帯数・人口
2024年9月末での世帯数は1818世帯、人口は3604人である。